# Jan Berry
William Jan Berry (ur. 3 kwietnia 1941 w Los Angeles, zm. 26 marca 2004 tamże) – amerykański muzyk rockowy, wokalista i autor piosenek.
Był członkiem duetu Jan & Dean (razem z Deanem Torrence); muzyka zespołu była określana mianem „surf rocka” – rocka inspirowanego przede wszystkim zespołem The Beach Boys.
Niektóre przeboje: „Surf City” (1963), „Little Old Lady from Pasadena” (1964), „Dead Man’s Curve” (1964), „Drag City” (1964).
Karierę duetu przerwał wypadek motocyklowy, jakiemu Jan Berry uległ w 1966. Jan & Dean powrócili w 1978, najpierw filmem biograficznym Dead Man’s Curve, następnie wspólną trasą koncertową z The Beach Boys. Od tego czasu duet koncertował sporadycznie do ostatnich lat życia Berry’ego.